# Drugi Kneset
Drugi Kneset – druga kadencja parlamentu Izraela odbywająca się w latach 1951–1955.
Wybory odbyły się 30 lipca 1951, a pierwsze posiedzenie parlamentu miało miejsce 20 sierpnia 1951.

## Posłowie
Posłowie wybrani w wyborach:
| Partia                                  | Posłowie |
| --------------------------------------- | --- |
| Mapai                                   | Zalman Aran, Ammi Asaf, Chajjim Ben Aszer, Dawid Bar-Raw-Haj, Dawid Ben Gurion, Herzl Berger, Akiwa Gowrin, Awraham Herzfeld, Beba Idelson, Dawid Hakohen, Dewora Necer, Dow Josef, Eli’ezer Kaplan, Eli’ezer Liwna, Elijjahu Hakarmeli, Efrajim Taburi, Ada Majmon, Golda Meir, Baruch Azanja, Jisra’el Guri, Żenja Twerski, Josef Sprinzak, Kadisz Luz, Lewi Eszkol, Me’ir Argow, Mordechaj Namir, Mosze Szaret, Bechor-Szalom Szitrit, Perec Naftali, Pinchas Lawon, Re’uwen Feldman, Re’uwen Szeri, Sara Kafrit, Szelomo Lawi, Szemu’el Dajan, Zalman Szazar, Ja’akow Uri, Ja’akow Szimszon Szapira, Jechezkel Hen, Jisra’el Jeszajahu, Jicchak Ben Cewi, Jizhar Smilanski, Jona Kese, Josef Efrati, Ze’ew Szefer |
| Ogólni Syjoniści                        | Awraham Stupp, Batszewa Kacnelson, Ben-Cijjon Harel, Chajjim Ari’aw, Chajjim Boger, Elimelech Rimalt, Ezra Ichilow, George Flasz, Jisra’el Rokach, Nachum Chet, Perec Bernstein, Szalom Zisman, Szimon Beżarano, Szelomo Perlstein, Szoszanna Parsitz, Simcha Baba, Ja’akow Kliwnow, Josef Sapir, Josef Serlin, Zalman Suzajew |
| Mapam                                   | Eli’ezer Peri, Chanan Rubin, Me’ir Ja’ari, Mordechaj Bentow, Ja’akow Chazzan, Ja’akow Riftin, Aharon Zisling, Jisra’el Bar-Jehuda, Mosze Aram, Jicchak Ben Aharon, Dawid Liwszic, Channa Lamdan, Adolf Berman, Mosze Sneh, Rustam Bastuni |
| Ha-Poel ha-Mizrachi                     | Elijjahu-Mosze Ganchowski, Chajjim Mosze Szapira, Micha’el Chazani, Mosze Kelmer, Mosze Unna, Jicchak Refa’el, Josef Burg, Zerach Warhaftig |
| Herut                                   | Arje Altman, Arje Ben Eli’ezer, Binjamin Awni’el, Ester Razi’el-Na’or, Chajjim Landau, Menachem Begin, Ja’akow Meridor, Jochanan Bader |
| Maki                                    | Emil Habibi, Ester Wilenska, Me’ir Wilner, Szemu’el Mikunis, Taufik Tubi |
| Partia Progresywna                      | Awraham Granot, Mosze Kol, Pinchas Rosen, Jizhar Harari |
| Demokratyczna Lista Izraelskich Arabów  | Dżabr Mu’addi, Masad Kassis, Sajf ad-Din az-Zubi |
| Agudat Israel                           | Awraham Deutsch, Szelomo Lorincz, Izaak Meir Lewin |
| Sefardyjczycy i Orientalne Społeczności | Binjamin Sason, Elijjahu Eljaszar |
| Po’alej Agudat Jisra’el                 | Binjamin Minc, Kalman Kahana |
| Mizrachi                                | Dawid-Cewi Pinkas, Mordechaj Nurok |
| Postęp i Praca                          | Salih Hasan Chunajfis |
| Związek Jemeński                        | Szimon Garidi |
| Rolnictwo i Rozwój                      | Faris Hamdan |

### Zmiany
Zmiany w trakcie kadencji:
| Następca                   | Poprzednik         | Partia             | Data             |
| -------------------------- | ------------------ | ------------------ | ---------------- |
| Idow Kohen                 | Mosze Kol          | Partia Progresywna | 10 września 1951 |
| Jeszajahu Foerder          | Awraham Granot     | Partia Progresywna | 10 września 1951 |
| Eli’ezer Szostak           | Ja’akow Meridor    | Herut              | 2 listopada 1951 |
| Rachel Cabari              | Jechezkel Hen      | Mapai              | 4 kwietnia 1952  |
| Awraham Kalfon             | Eli’ezer Kaplan    | Mapai              | 13 lipca 1952    |
| Szelomo-Jisra’el Ben-Me’ir | Dawid-Cewi Pinkas  | Mizrachi           | 14 sierpnia 1952 |
| Ja’akow Niccani            | Jicchak Ben Cewi   | Mapai              | 8 grudnia 1952   |
| Szelomo Hillel             | Elijjahu Hakarmeli | Mapai              | 21 grudnia 1952  |
| Zalman Ben Ja’akow         | Awraham Deutsch    | Agudat Israel      | 24 czerwca 1953  |
| Chajjim Kohen-Meguri       | Arje Ben Eli’ezer  | Herut              | 6 lipca 1953     |
| Baruch Kamin               | Dawid Hakohen      | Mapai              | 1 grudnia 1953   |

## Historia

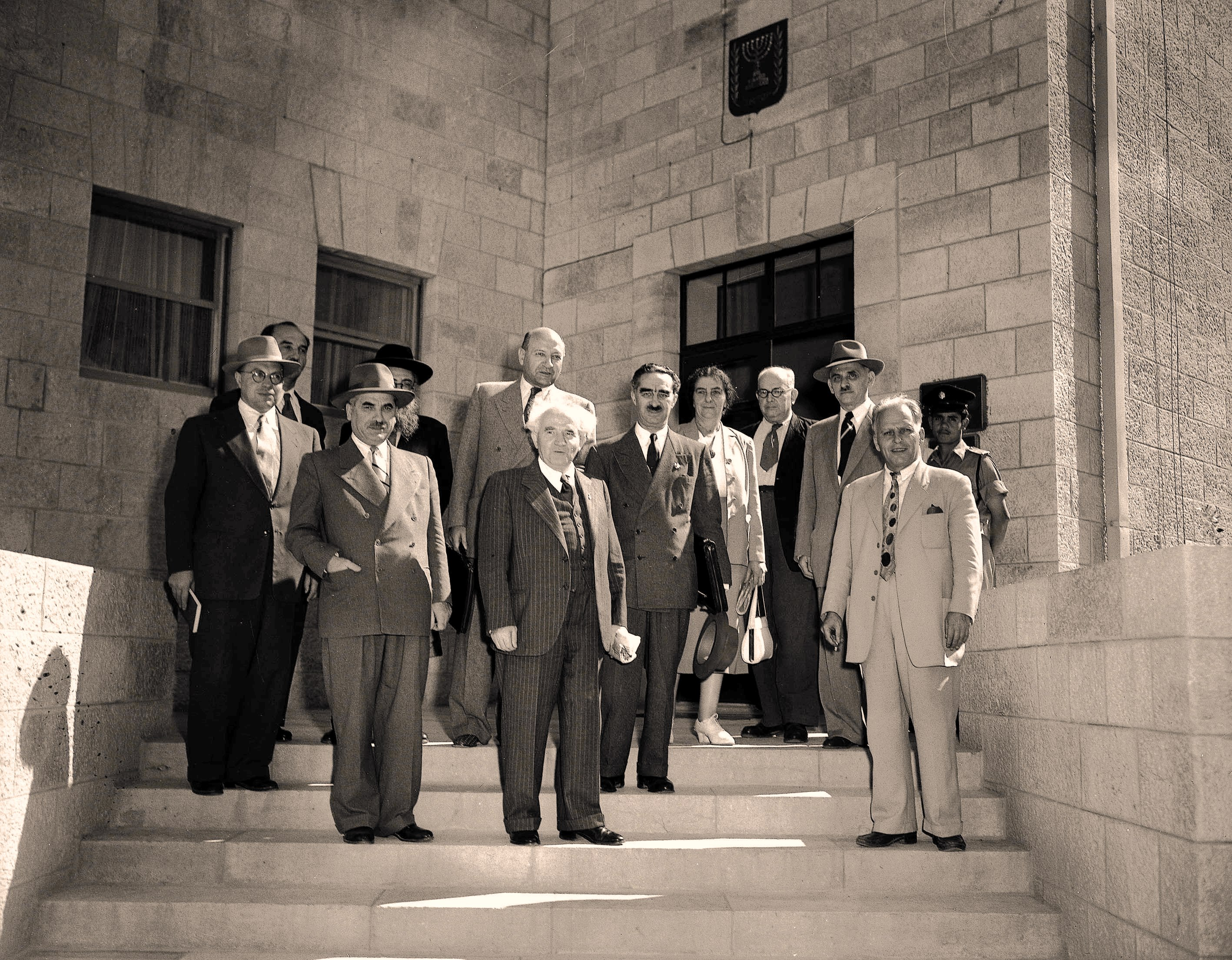
Trzeci rząd Izraela (1951–1952). Z przodu premier Dawid Ben Gurion.

Kneset wielokrotnie zajmował się problem arabskich terrorystów, którzy przenikali przez granicę Izraela i atakowali ludność cywilną. Jedna cała debata została poświęcona tragicznemu atakowi terrorystycznemu na autobus w Maale Akrabim (w dniu 18 marca 1954).
Wiele emocji w Knesecie wzbudziło aresztowanie przez Egipt izraelskiego statku „Bat Galim” (28 września 1954), oraz odmowa Egiptu na przejazdu izraelskich statków i ładunków przeznaczonych dla Izraela przez Kanał Sueski.
W sprawach gospodarczych Kneset starał się rozwiązywać problemy związane z masową imigracją, brakiem miejsc pracy, dużymi problemami zdrowotnymi (szczególnie dużymi wśród nowych imigrantów). Ciężkie warunki panujące w przejściowych obozach wymagały rozpoczęcia programów zbiorowego budownictwa mieszkaniowego. Aktywnie wspierano zagraniczne inwestycje, rozwój rolnictwa i przemysłu. Równocześnie uruchomiono państwowy system szkolnictwa, wokół którego wybuchły duże ideologiczne spory.
Istotą izraelskiej demokracji jest związek pomiędzy państwem a religią. Bardzo często ten temat był omawiany podczas obrad drugiego Knesetu.

### Trzeci rząd(1951–1952)
Trzeci rząd został sformowany przez Dawida Ben Guriona w dniu 8 października 1951.
Premier ustąpił 19 grudnia 1952, w związku ze sporem na tle żądań o zwiększenie wydatków na religijną edukację państwową.

### Czwarty rząd(1952–1953)
Czwarty rząd został sformowany przez Dawida Ben Guriona w dniu 24 grudnia 1952.
Premier ustąpił 6 grudnia 1953, w związku z jego osobistą decyzją o wycofaniu się z życia politycznego.

### Piąty rząd(1954–1955)
Piąty rząd został sformowany przez Moszego Szareta w dniu 26 stycznia 1954.
Premier ustąpił 29 czerwca 1955, z powodu rozpadu koalicji rządowej. Wynikało to z oskarżenia rządu o niewłaściwe zachowanie podczas rozprawy doktora Israela Kastznera. Doktor Israel Kastzner współpracował podczas II wojny światowej z nazistami, aby ocalić grupę węgierskich Żydów. Doprowadziło to do upadku rządu.

### Szósty rząd(1955)
Szósty rząd został sformowany przez Moszego Szareta w dniu 29 czerwca 1955.
Rząd sprawował swoje obowiązki do czasu przeprowadzenie nowych wyborów i utworzenia nowego rządu.